# Torre Sevilla
A 180,5 méter magas Torre Sevilla nevű felhőkarcoló a spanyolországi Sevilla, sőt, egész Andalúzia legmagasabb épülete. Kereskedelmi egységek, irodák és szálloda működik benne.

## Története és leírása
A felhőkarcoló építése 2007-ben kezdődött meg, de azonnal vitákat generált: egyrészt azért, mert sokan féltek, hogy felforgatja az ezekben az időkben úgyis rosszul teljesítő sevillai gazdaság irodapiacát, másrészt az is felvetődött, hogy az UNESCO megvonja a világörökségi besorolást Sevilla régi műemlékeitől, mivel ez a hatalmas torony teljesen megváltoztatta a város látképét, összhangját. Végül a visszavonás nem történt meg, az épület pedig 2015-re elkészült. Tervezője az argentin César Pelli volt, aki elmondta: a tervezés során az egyik fő feladat az volt, hogy az Andalúziában folyton tűző naptól megfelelő védelmet kapjon az épület.
Építéséhez 7000 tonna acélt, 30 000 m³ betont és 19 000 m² üveget használtak fel, felületén pedig 770 m²-nyi napelemet helyeztek el. Összesen 25 000 m²-nyi kereskedelmi hasznosítású területtel rendelkezik, valamint 24 szinten helyezkednek el benne irodák és 13 szinten szállodai szobák. Világítását, klímaberendezéseit és nagy sebességű liftjeit központi számítógépek vezérlik. A hozzá tartozó zöldfelületek öntözésére összegyűjtött esővizet használnak fel. A napelemek hozzájárulnak az épület fenntartható működtetéséhez, de a felhőkarcolóban egyébként is olyan energiatakarékossági megoldásokat alkalmaztak, amellyel az energiaigény mintegy 20%-kal csökkenthető.
A Torre Sevilla a történelmi belváros nyugati szomszédságában, a La Cartuja-szigeten található, a CaixaForum kulturális központ területén.

## Képek

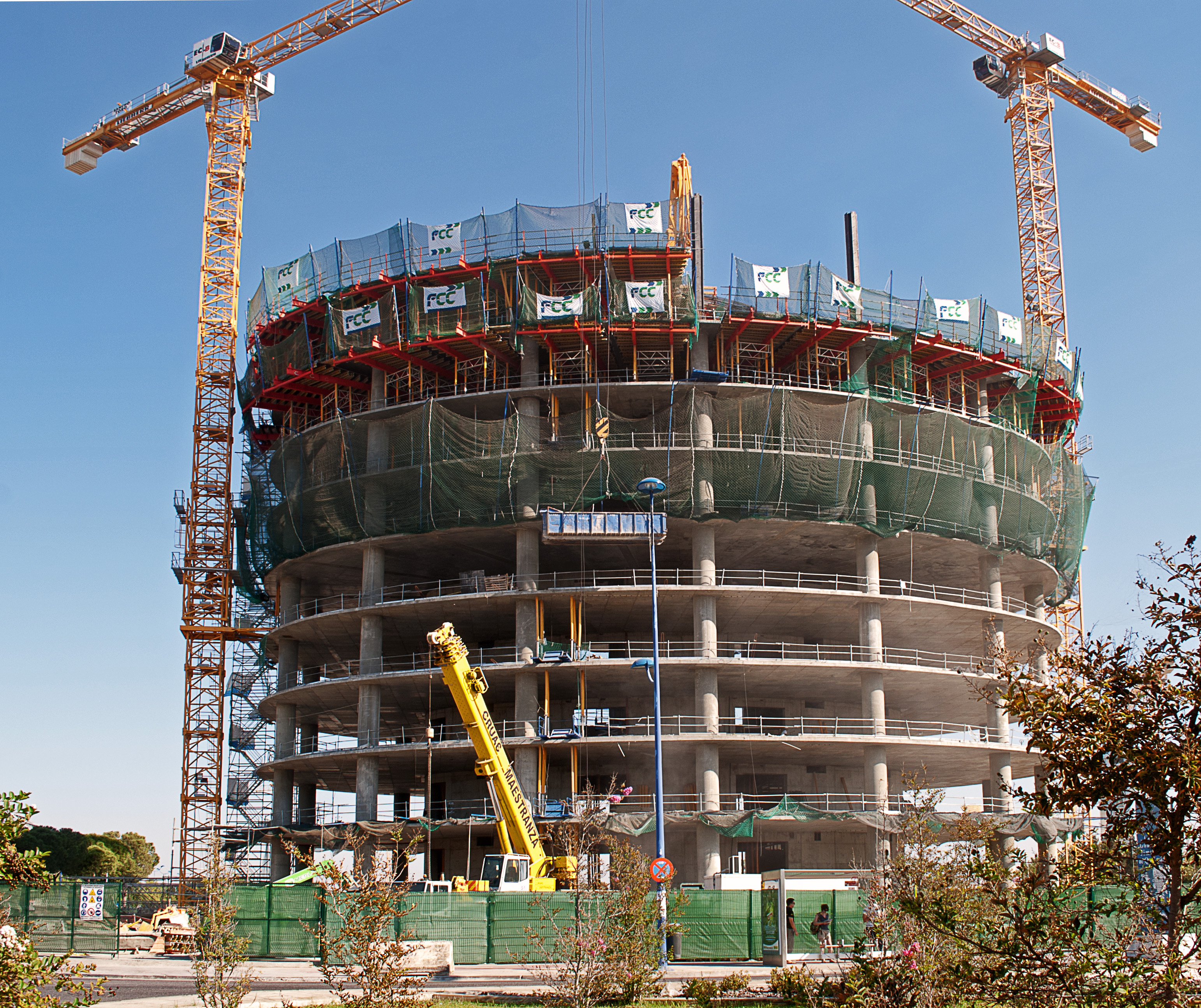
Építés alatt (2011)
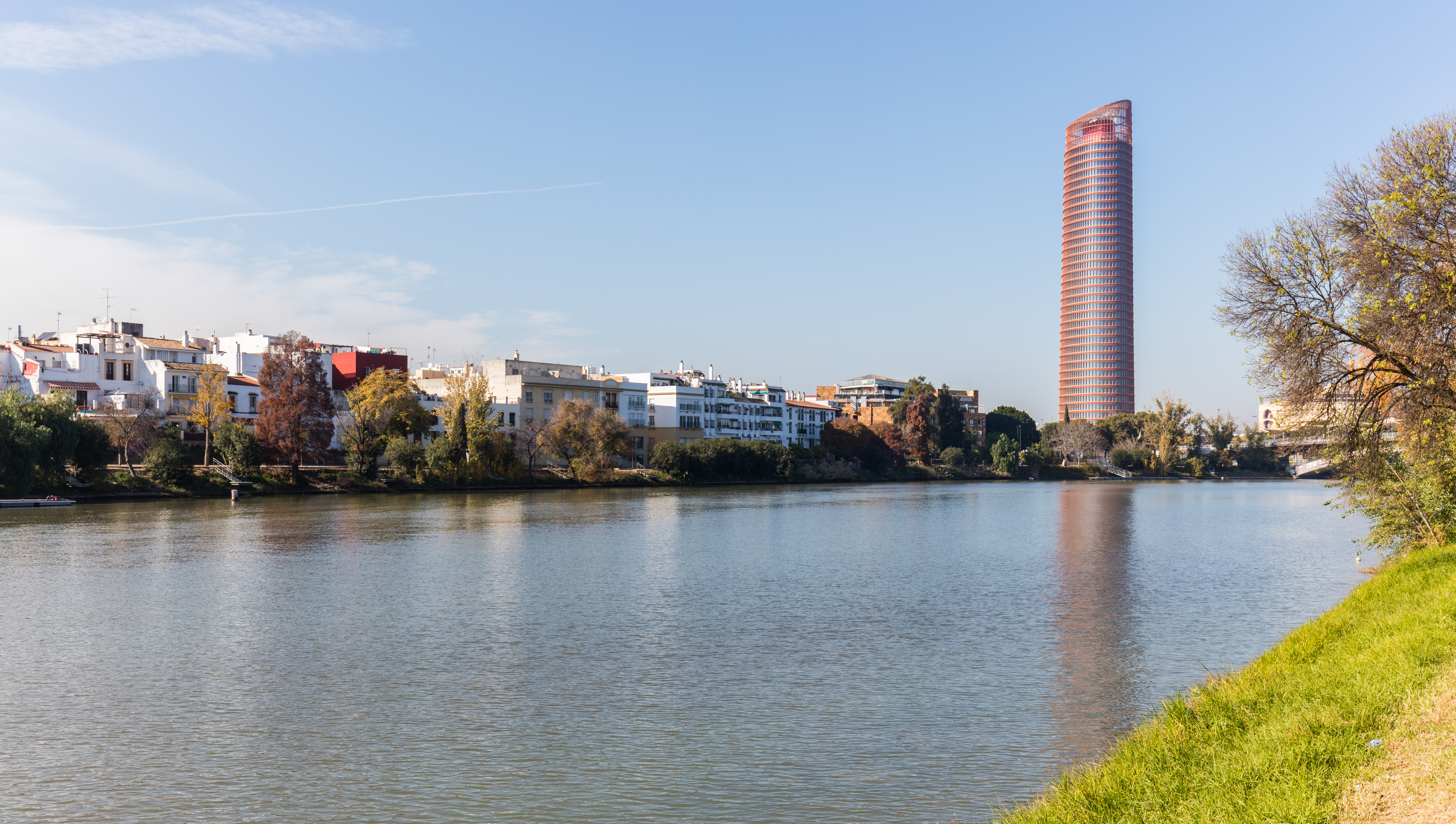
Az épület és környezete, előtérben a Guadalquivir folyóval
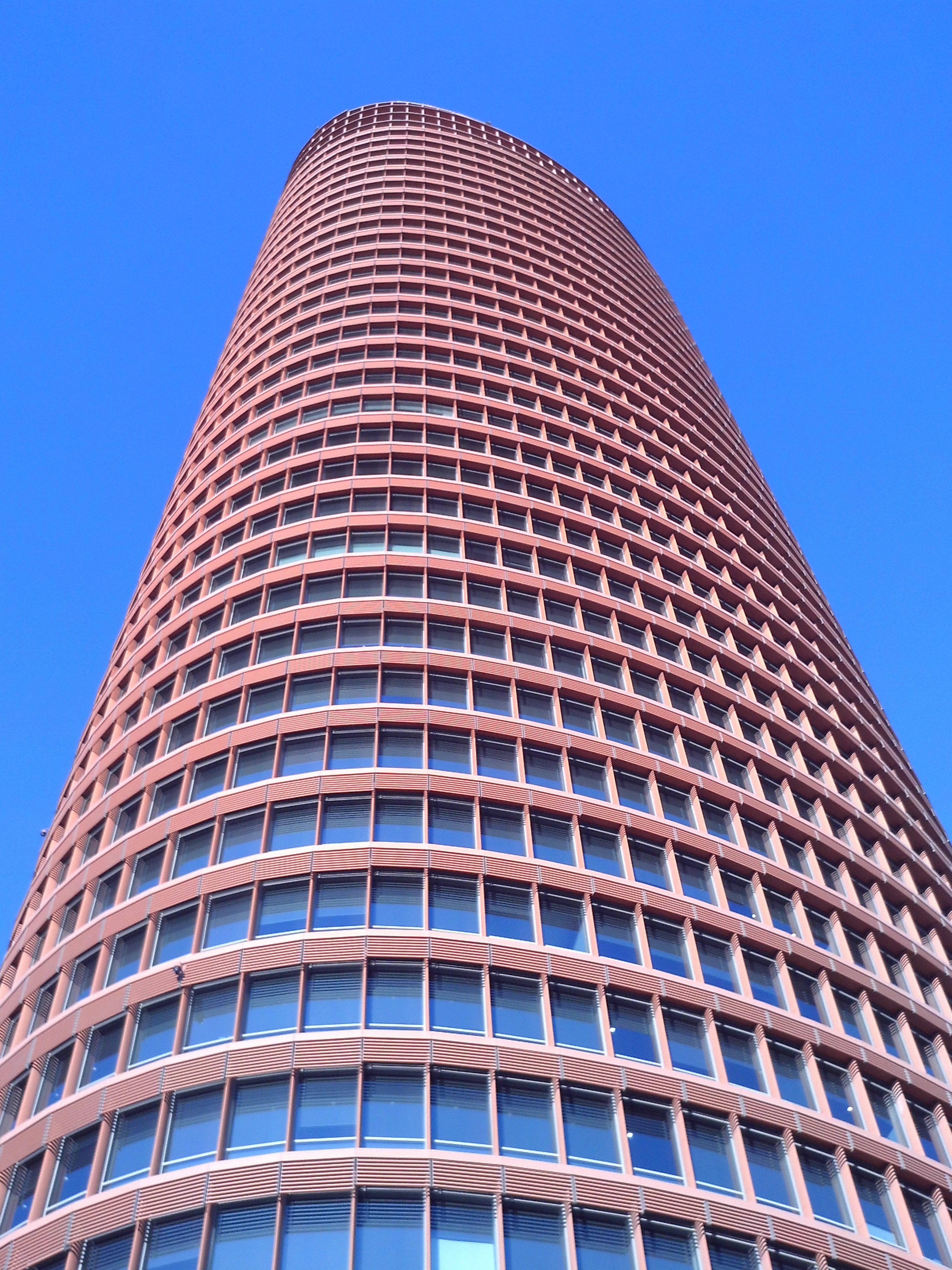
Közelről
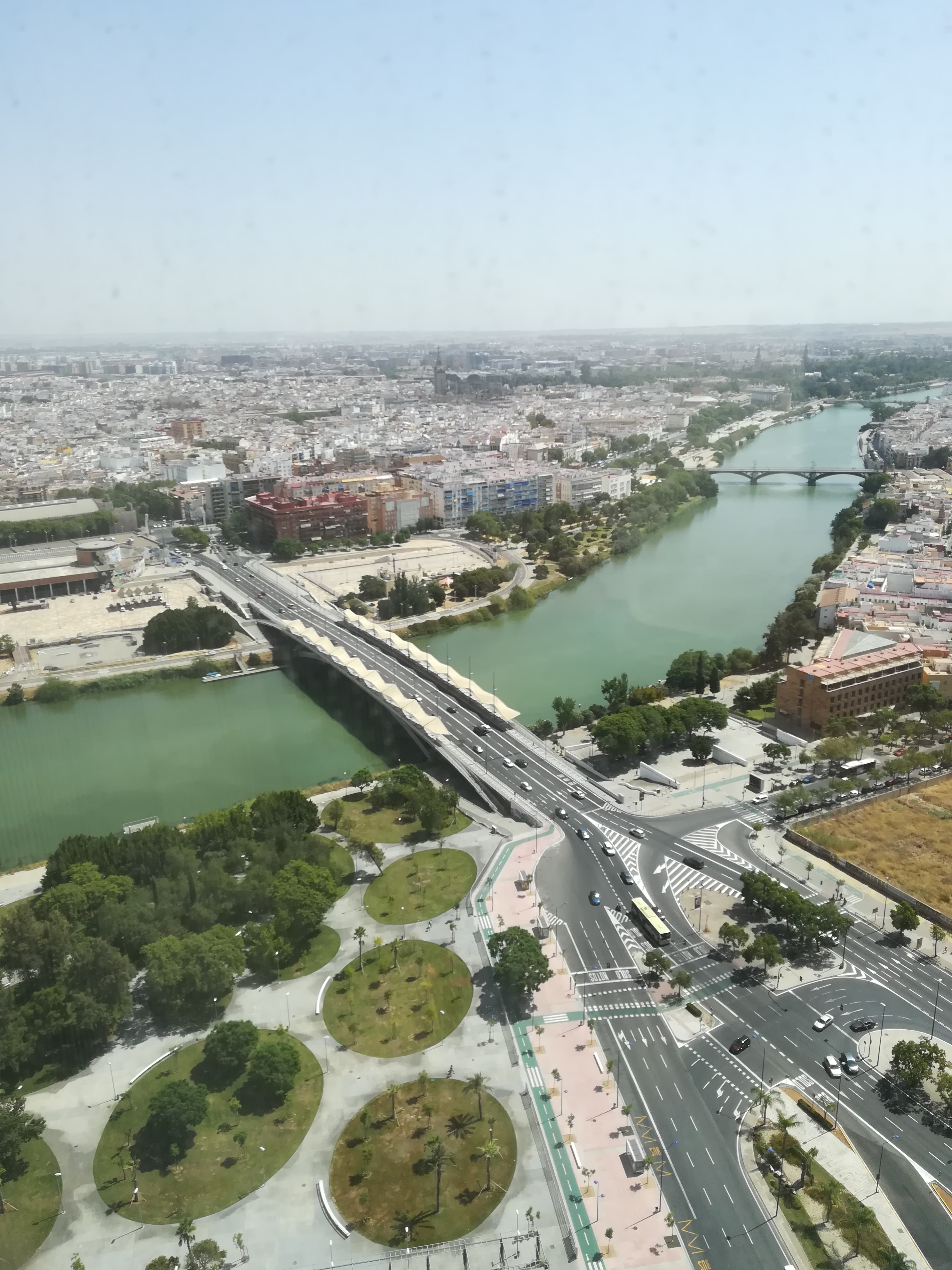
Kilátás a felhőkarcolóból